# Ivana Zburová
Ivana Zburová est une ancienne joueuse de volley-ball slovaque née le 30 avril 1982 à Humenné (région de Prešov). Elle mesure 1,76 m et jouait au poste de passeuse.

## Clubs
| Club                 | De        | À         |
| -------------------- | --------- | --------- |
| Žiar nad Hronom      |           | 2002-2003 |
| Slavia UK Bratislava | 2003-2004 | 2006-2007 |
| Melun La Rochette    | 2007-2008 | 2007-2008 |
| Le Cannet-Rocheville | 2008-2009 | 2008-2009 |
| ŽOK Split 1700       | 2009-2010 | 2009-2010 |
| SVS Post Schwechat   | 2010-2011 | 2011-2012 |
| CS Dinamo Bucureşti  | 2012-2013 | 2012-2013 |
| SVS Post Schwechat   | 2013-2014 | 2013-2014 |
| CSM Satu Mare        | 2014-2015 | 2014-2015 |
| CSU Târgu Mureș      | 2015-2016 | 2015-2016 |
| CS Știința Bacău     | 2016-2017 | 2016-2017 |
| VK Královo Pole      | 2017-2018 | 2017-2018 |

## Palmarès
- Championnat de Slovaquie (1)
  - Vainqueur : 2004.
  - Finaliste : 2005, 2006.
- Coupe de Slovaquie (3)
  - Vainqueur : 2004, 2005,2006.
- Championnat de Croatie
  - Finaliste : 2010.
- Championnat d'Autriche
  - Vainqueur : 2011, 2012, 2014.
- Championnat de Roumanie
  - Finaliste : 2013.
- Coupe de Roumanie
  - Finaliste : 2013, 2017.